# Neja Dvornik
Neja Dvornik (* 6. Januar 2001 in Slovenj Gradec) ist eine slowenische Skirennläuferin. Sie ist auf die Disziplinen Riesenslalom und Slalom spezialisiert.

## Biografie
Dvornik erlernte das Skifahren mit drei Jahren und begann als Sechsjährige an Rennen teilzunehmen. Im Alter von 16 Jahren startete sie ab August 2017 bei FIS-Rennen und Juniorenrennen. Im Dezember 2017 trat sie im Far East Cup an und stand viermal auf dem Podest (darunter einmal als Siegerin). Ihr Weltcup-Debüt hatte sie am 27. Dezember 2017 im Riesenslalom von Lienz, wo sie auf Platz 51 fuhr. Im Januar 2018 folgten die ersten Einsätze im Europacup, zwei Monate später fuhr sie erstmals in die Punkteränge. Zum Abschluss der Saison 2017/18 wurde sie je zweimal slowenische Juniorenmeisterin und slowenische Meisterin (jeweils im Super-G und in der Kombination).
Im Winter 2018 der Südhemisphäre erzielte Dvornik im Australia New Zealand Cup drei Podestplätze, darunter einen Sieg, womit sie die Slalom-Disziplinenwertung für sich entschied. Zurück in Europa, etablierte sie sich im Verlaufe der Saison 2018/19 mit fünf Top-10-Ergebnissen im Europacup. Bei den Juniorenweltmeisterschaften 2019 im Fassatal verpasste sie mit vierten Plätzen im Riesenslalom und im Slalom knapp eine Medaille. Zum Saisonende kamen in denselben Disziplinen zwei weitere slowenische Meistertitel hinzu. Regelmäßige Platzierungen im Europacup waren die Ausbeute der Saison 2019/20. Bei den Juniorenweltmeisterschaften 2020 in Narvik, beim letzten Rennen vor dem Abbruch aufgrund der COVID-19-Pandemie, gewann sie die Silbermedaille im Riesenslalom. Ein Jahr später kam bei den Juniorenweltmeisterschaften 2021 in Bansko eine Bronzemedaille in derselben Disziplin hinzu.
Die ersten Weltcuppunkte holte Dvornik am 21. November 2020 mit Platz 28 im Slalom von Levi.

## Erfolge

### Weltmeisterschaften
- Åre 2019: 34. Riesenslalom
- Cortina d’Ampezzo 2021: 21. Riesenslalom
- Méribel 2023: 13. Mannschaftswettbewerb, 17. Parallelrennen, 21. Slalom, 27. Riesenslalom
- Saalbach-Hinterglemm 2025: 21. Riesenslalom

### Weltcup
- 3 Platzierungen unter den besten zehn

### Weltcupwertungen
| Saison  | Gesamt | Gesamt | Riesenslalom | Riesenslalom | Slalom | Slalom |
| Saison  | Platz  | Punkte | Platz        | Punkte       | Platz  | Punkte |
| ------- | ------ | ------ | ------------ | ------------ | ------ | ------ |
| 2020/21 | 95.    | 21     | 41.          | 18           | 53.    | 3      |
| 2021/22 | 80.    | 52     | 46.          | 12           | 32.    | 40     |
| 2022/23 | 61.    | 86     | 38.          | 22           | 33.    | 64     |
| 2023/24 | 42.    | 214    | 35.          | 55           | 18.    | 159    |

### Juniorenweltmeisterschaften
- Davos 2018: 2. Riesenslalom, 7. Kombination, 17. Super-G
- Fassatal 2019: 4. Slalom, 4. Riesenslalom
- Narvik 2020: 1. Riesenslalom

### Europacup
- Saison 2021/22: 8. Riesenslalomwertung
- 2 Podestplätze

### Australia New Zealand Cup
- Saison 2018: 4. Gesamtwertung, 1. Slalomwertung
- 3 Podestplätze, davon 1 Sieg

### Far East Cup
- Saison 2017/18: 4. Slalomwertung
- 5 Podestplätze, davon 1 Sieg

### Weitere Erfolge
- 4 slowenische Meistertitel (Super-G 2018, Riesenslalom 2019, Slalom 2019, Kombination 2018)
- 2 slowenische Juniorenmeistertitel (Super-G und Kombination 2018)
- 2 Siege in FIS-Rennen